# مرسدس دی.۳
مرسدس دی. ۳ (به انگلیسی: Mercedes D.III) یک موتور هواگرد ساختِ کارخانهٔ مرسدس بنز در کشور آلمان است.